# Francisco Pizano de Brigard
Francisco Pizano de Brigard (París, 31 de enero de 1926-Bogotá, 8 de marzo de 2018) fue un arquitecto colombiano, apoyó a Mario Laserna en la fundación de la Universidad de los Andes (Colombia)  y  fue gobernador de Cundinamarca; colaboró con el gran urbanista Le Corbusier en la preparación del plan regulador de Bogotá; expresidente de la Sociedad Colombiana de Arquitectos y embajador de Colombia en la Argentina.

## Biografía
Francisco Pizano de Brigard nació en París en 1926. Estudió arquitectura en la Universidad Nacional de Colombia, 1943-1946, y luego en la Universidad de Míchigan, 1946-1948, de donde se graduó. Miembro del grupo que apoyó la fundación de la Universidad de los Andes, donde se desempeñó como Decano de Arquitectura, Decano de Artes y Ciencias, profesor de Arquitectura y de civilización contemporánea. Fue rector, miembro vitalicio del Consejo Superior y presidente del mismo en varios periodos.
Entre 1959-1960 fue también presidente de la Sociedad Colombiana de Arquitectos. Durante el período que va desde su ingreso como estudiante a la Universidad Nacional de Colombia en 1943, hasta su participación como jurado de la II Bienal Colombiana de Arquitectura en 1964, Francisco Pizano fue protagonista de primer orden en la arquitectura bogotana. Una de sus obras, la Casa Pizano, un edificio bogotano desaparecido, sirvió de inspiración principal de Le Corbusier para algunas de sus viviendas con espacios abovedados.
Construyó algunas obras reseñadas en las antologías e historias de la arquitectura moderna y figuró en una selección de arquitectura latinoamericana del Museo de Arte Moderno de Nueva York. Al retirarse de la arquitectura en 1964, Pizano se dedicó a la dirección académica y a la ganadería. Obtuvo la medalla al mérito agrícola del Gobierno de Colombia y la Orden de Comendador de la República Italiana. La Universidad de los Andes le otorgó, su máxima distinción, la medalla de oro por sus servicios a la entidad durante más de 60 años. Tiene varias publicaciones, entre ellas, 'Una Visión de la Universidad', obra reeditada por Ediciones Uniandes en 2014.